# NGC 7620

Image créée par un Mini-Mosaic CCD installé sur le télescope WIYN de 3,5 m.

NGC 7620 est une vaste galaxie spirale relativement éloignée et située dans la constellation de Pégase. Sa vitesse par rapport au fond diffus cosmologique est de 9 230 ± 25 km/s, ce qui correspond à une distance de Hubble de 136,1 ± 9,5 Mpc (∼444 millions d'al). NGC 7620 a été découverte par l'astronome allemand Albert Marth en 1864.
La classe de luminosité de NGC 7620 est III-IV et elle présente une large raie HI et elle renferme des régions d'hydrogène ionisé (HII). NGC 7620 est aussi une galaxie dont le noyau brille dans le domaine de l'ultraviolet. Elle est inscrite dans le catalogue de Markarian sous la désignation MK 321.
Selon la base de données Simbad, NGC 7620 est une galaxie active. La base de données NASA/IPAC souligne que cette activité est peut-être de type Seyfert et que c'est une galaxie à sursaut de formation d'étoiles.